# Adam McKay
 (décembre 2021).
Si vous disposez d'ouvrages ou d'articles de référence ou si vous connaissez des sites web de qualité traitant du thème abordé ici, merci de compléter l'article en donnant les références utiles à sa vérifiabilité et en les liant à la section « Notes et références ».
Pour les articles homonymes, voir McKay.
Adam McKay, né le 17 avril 1968 à Philadelphie (Pennsylvanie), est un réalisateur, scénariste et producteur américain. Il est connu surtout pour sa collaboration au cinéma avec l'acteur Will Ferrell.
En 2016, il obtient l'Oscar du meilleur scénario adapté pour The Big Short : Le Casse du siècle. Il obtient un important succès international avec Don't Look Up : Déni cosmique qui sort sur la plateforme Netflix en 2021.

## Biographie

### Carrière
Adam McKay s'est formé au théâtre et à l'improvisation avec le Second City, ainsi que l'Upright Citizens Brigade à Chicago. 

#### Télévision
Ses débuts sont marqués par sa participation à l'émission télévisée de Michael Moore, L'Amérique de Michael Moore : l'incroyable vérité, dénonçant des hommes d'affaires et autres politiciens qui se servent de la population à des fins démagogiques, économiques ou toute autre nuisance à la société, grâce à une équipe de correspondants.
De 1995 à 2001, il devient chef scénariste de l'émission de divertissement phare de NBC Saturday Night Live. L'émission est composé de sketches, parodies et segments musicaux et il crée plusieurs sketchs et courts métrages, devenus mémorables. 
Il travaille aux côtés de Will Ferrell, avec lequel il se lie d'amitié. Cette rencontre marque le début d'une longue collaboration, puisque l'acteur a joué dans plusieurs films de son ami réalisateur, collaboré à l'écriture de trois scénarios et à la production de quatre longs-métrages.

#### Cinéma
Adam McKay s'illustre principalement dans l'écriture et la réalisation de comédies, avec notamment le succès dès sa première réalisation, Présentateur vedette : La Légende de Ron Burgundy, s'intéressant à la parité homme/femme dans le milieu de la télévision, à travers le personnage de Ron Burgundy. En 2013, il réalisa la suite.
Deux ans plus tard, il met en scène le film Ricky Bobby : roi du circuit, avec le duo Ferrell et John C. Reilly, qui se retrouveront dans son long-métrage suivant Frangins malgré eux.
En 2010, il fait tourner son ami et comédien fétiche avec Mark Wahlberg dans la comédie policière Very Bad Cops.
En 2015, il s'aventure vers un registre plus dramatique avec The Big Short : Le Casse du siècle, son premier film sans Ferrell. Pour ce film encensé par la critique parlant de la crise financière de 2008, dans lequel jouent Ryan Gosling, Christian Bale, Brad Pitt et Steve Carell, McKay est nommé à l'Oscar du meilleur réalisateur et remporte l'Oscar du meilleur scénario original.
En 2019, il réalise Don't Look Up : Déni cosmique, une comédie dramatique américaine diffusée sur la plateforme Netflix en 2021. Ce film très relayé par les médias en raison de son traitement satirique de la situation actuelle de notre société face au sujet du réchauffement climatique, raconte la chute prochaine d'une grande comète qui va complètement ravager la terre et tuer tous ses habitants. Le film va rencontrer un vif succès mondial puisqu'il enregistre plus de 321,5 millions d'heures de streaming. Il est à ce jour le film le plus vu dans la semaine suivant sa mise en ligne, et le deuxième le plus vu de l'histoire de la plateforme de vidéo à la demande.
En octobre 2019, il fonde une société de production appelée Hyperobject Industries (en).

### Engagement
Adam McKay est membre du Conseil d'administration du Climate Emergency Fund.

### Vie privée
Depuis 1996, il est marié avec Shira Piven (en) (sœur de l'acteur Jeremy Piven), avec qui il a deux enfants.

## Filmographie

### Réalisateur

#### Cinéma
- 2004 : Présentateur vedette : La Légende de Ron Burgundy (Anchorman : The Legend of Ron Burgundy)
- 2004 : Wake Up, Ron Burgundy: The Lost Movie (vidéo)
- 2006 : Ricky Bobby : roi du circuit (Talladega Nights: The Ballad of Ricky Bobby)
- 2007 : Good Cop Baby Cop (vidéo), court-métrage
- 2007 : The Procedure, court-métrage
- 2007 : The Landlord, court-métrage
- 2008 : Frangins malgré eux (Step Brothers)
- 2008 : Green Team (vidéo), court-métrage)
- 2010 : Very Bad Cops (The Other Guys)
- 2013 : Légendes vivantes (Anchorman 2: The Legend Continues)
- 2015 : The Big Short : Le Casse du siècle (The Big Short)
- 2018 : Vice
- 2021 : Don't Look Up : Déni cosmique (Don't Look Up)

#### Télévision
- 2000-2001 : Saturday Night Live (série télévisée),  7 épisodes
- 2004 : 2004 MTV Movie Awards (TV), segment Anchorman
- 2009 : Kenny Powers (Eastbound and Down) (série télévisée), épisode Chapter 5
- 2009 : Saturday Night Live: Just Shorts (vidéo), images d'archives
- 2018 : Succession, saison 1, épisode 1 (série télévisée)

### Scénariste
- 2015 : Ant-Man de Peyton Reed
- 2015 : The Big Short : Le Casse du siècle (The Big Short) de Adam McKay
- 2018 : Vice de Adam McKay
- 2021 : Don't Look Up : Déni cosmique (Don't Look Up)

### Producteur

#### Cinéma
- 2012 : Moi, député (The Campaign) de Jay Roach
- 2013 : Hansel et Gretel : Witch Hunters (Hansel and Gretel: Witch Hunters) de Tommy Wirkola
- 2015 : Very Bad Dads (Daddy's Home) de Sean Anders
- 2016 : Grimsby : Agent trop spécial (The Brothers Grimsby) de Louis Leterrier (producteur délégué)
- 2017 : Vegas Academy: Coup de poker pour la fac (The House) d'Andrew Jay Cohen
- 2017 : Very Bad Dads 2 (Daddy's Home 2) de Sean Anders
- 2019 : Queens (Hustlers) de Lorene Scafaria
- 2022 : Fresh de Mimi Cave
- 2022 : Le Menu (The Menu) de Mark Mylod

#### Télévision
- 2009-2013 : Kenny Powers (série télévisée)
- 2014 : The Spoils of Babylon (série télévisée)
- 2015 : The Spoils Before Dying (série télévisée)
- 2018-2019 : Succession (série télévisée)

## Distinctions

### Récompenses
- Festival du film de Hollywood 2015 : Hollywood Breakout Director Award  pour The Big Short : Le Casse du siècle
- British Academy Film Awards 2016 : meilleur scénario adapté pour The Big Short : Le Casse du siècle
- Oscars 2016 : Meilleur scénario adapté pour The Big Short : Le Casse du siècle

### Nominations
- Golden Globes 2022 : Meilleur scénario pour Don't Look Up : Déni cosmique
- Oscars 2022 : Meilleur scénario original pour Don't Look Up : Déni cosmique

### Autres honneurs
Depuis le 15 janvier 2024, l'astéroïde (227033) Adamjmckay est nommé en son honneur.